# Быхов (Волынская область)
Быхов (укр. Бихів) — село в Любешовской поселковой общине Камень-Каширского района Волынской области Украины.
До 2020 года входило в Любешовский район.
Код КОАТУУ — 0723182301. Население по переписи 2001 года составляет 1172 человека. Почтовый индекс — 44242. Телефонный код — 3362. Занимает площадь 27,203 км².